# Eptesicus isabellinus
O Eptesicus isabellinus, comummente conhecido como morcego-hortelão-claro, é uma espécie de morcego da família dos vespertilionídeos.

## Descrição
Esta espécie caracteriza-se pelo porte médio e robusto. Apresenta uma pelagem de cor castanha, com tonalidade clara, com matizes quase esbranquiçados.
Conta ainda com focinho e orelhas pretos e membranas alares escuras.

### Morcego-hortelão-escuro
Durante décadas, o morcego-hortelão-claro foi considerado uma subespécie do Eptesicus serotinus, comummente conhecido como «morcego-hortelão-escuro». Pelo que recentemente, mercê de estudos genéticos, se tornou possível asseverar que se trata de espécies distintas.
Morfologicamente, são ambas muito semelhantes, sendo certo que, o morcego-hortelão-claro, é de menores dimensões e apresenta uma pelagem consideravelmente mais esbranquiçada.
A grande variabilidade na tonalidade da pelagem e pele nos morcegos-hortelões-escuros suscitou um significativo grau de dificuldade na identificação e distinção das duas espécies, em estado selvagem.
Ambas as espécies de morcegos-hortelões emitem vocalizações bastante plásticas e adaptáveis ao meio, fazendo variar a duração e a intensidade das componentes FM e CF. Com efeito, as frequências de máxima energia, destas espécies, ocorrem na gama dos 23-28 kHz, podendo raramente chegar aos 33 kHz.

## Comportamento
As fêmeas desta espécie são marcadamente filopátricas, o que significa que geralmente tendem a não se afastar muito do mesmo local onde nasceram.
No entanto, tem-se verificado que esta espécie exibe uma grande variabilidade genética, o que sugere que poderão ser os machos a promoverem o fluxo genético e a manutenção da ligação entre populações de regiões distintas.

## Distribuição
Esta espécie marca presença no noroeste de África, sendo a sua distribuição a sul delimitada pelo deserto do Saara.
Aparece também nas Canárias e na Península Ibérica, sendo que, na Península Ibérica tende a marcar uma presença mais expressiva na região sul, denotando alguma preferência pelo clima mediterrânico.

### Portugal
Espécie que só foi confirmada recentemente em Portugal. Como tal, ainda não há informação suficiente para retratar minuciosamente a sua distribuição. Contudo, atendendo aos registos disponíveis, evidencia-se a sua presença nas regiões do sul e do interior centro e norte de Portugal Continental. 

### Habitat
Trata-se de uma espécie fissurícola, pelo que os poucos abrigos, que lhe são conhecidos na Península Ibérica, localizam-se em falésias, edifícios arruinados ou sob pontes.

## Alimentação
Desconhecendo-se ainda a ecologia rigorosa desta espécie, é possível, no entanto, asseverar que a mesma mostra indícios de que prefere caçar em áreas abertas, como bosques ou courelas agricultadas. Também demonstram afinidade por espaços nas cercanias de corpos de água, como o morcego-hortelão-escuro.

## Conservação
Esta espécie consta no anexo B-IV da Diretiva Habitats e anexos II das Convenções de Berna e de Bona.